# Diana Körner

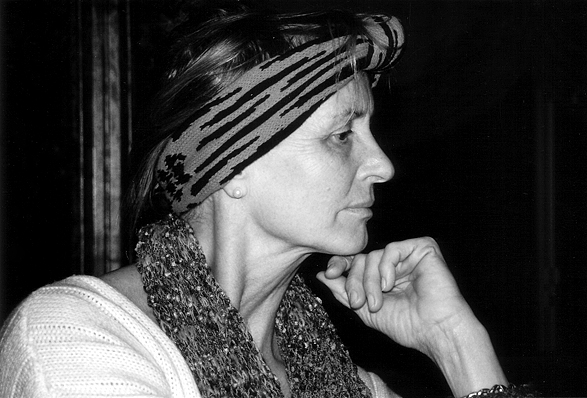
Diana Körner (2008)

Diana Körner (* 24. September 1944 in Wolmirsleben) ist eine deutsche Schauspielerin.

## Leben und Wirken
Diana Körner wurde in Wolmirsleben geboren und wuchs in Magdeburg, Berlin, Dortmund und Frankfurt am Main auf.
Ihre Schauspielausbildung absolvierte sie an der Westfälischen Schauspielschule Bochum. Danach erhielt sie 1964/65 ihr erstes Engagement am Theater Oberhausen. Von 1966 bis 1969 gehörte sie dem Ensemble der Staatlichen Schauspielbühnen Berlin an. Später gastierte sie als freischaffende Schauspielerin an zahlreichen Theaterbühnen, darunter 1979 am Schauspielhaus Hamburg.  Sie spielte auch im Film und vor allem beim Fernsehen in zahlreichen Produktionen mit, so u. a. in der Fernsehserie Liebling Kreuzberg, in der sie die Staatsanwältin Rosemarie Monk und Freundin des Rechtsanwalts Robert Liebling (Manfred Krug) verkörperte (2.–4. Staffel, eine Folge in der 4. Staffel). Körners Tochter Lara Joy Körner (* 1978) aus der Beziehung mit dem Börsenmakler Michael Büchter ist wie ihre Mutter und ihre Schwester ebenfalls Schauspielerin. Mutter und Tochter standen 1999 in Goethes Stella am Fränkisch-Schwäbischen Städtetheater in Dinkelsbühl gemeinsam auf der Bühne. Ihren ersten gemeinsamen Filmauftritt hatten sie in Hotel Mama.

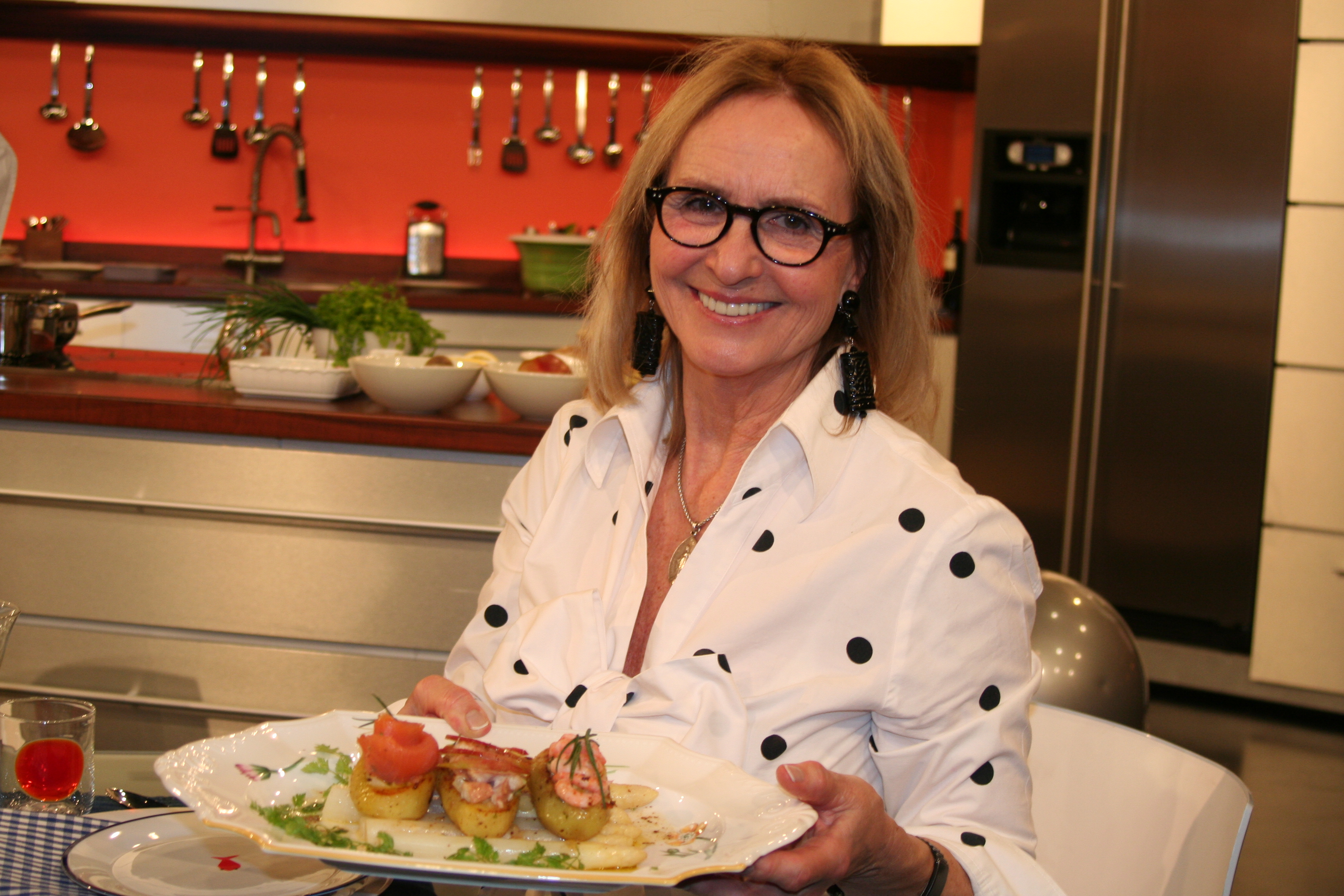
Diana Körner (2010)

## Privates
Ab 1970 war Diana Körner in erster Ehe einige Jahre lang mit dem Rennfahrer Hubert Hahne verheiratet. Dieser ließ, gewissermaßen als Hochzeitsgeschenk, zwölf BMW 2002 ti mit Sonderausstattungen umbauen und jeweils in einer anderen Farbe lackieren. Die 02 Diana gelten heute als überaus seltene Exemplare der als Oldtimer beliebten PKW-Baureihe. 1975 erschien Diana Körner nackt in der Märzausgabe des deutschen Playboys. 1980 heiratete Körner den Schauspieler Werner Kreindl, mit dem sie bis zu seinem Tod im Juni 1992 zusammenlebte. Ihre 1982 geborene gemeinsame Tochter ist die Schauspielerin Jenny-Joy Kreindl. Von 1996 bis zu seinem Tod im Jahr 2016 war Körner mit dem Filmproduzenten Erich Müller liiert. Sie wohnt in München.

## Filmografie (Auswahl)

### Film
- 1967: Die blaue Hand
- 1968: Morgens um sieben ist die Welt noch in Ordnung
- 1969: Auf der Reeperbahn nachts um halb eins
- 1969: Wenn süß das Mondlicht auf den Hügeln schläft
- 1970: Rote Sonne
- 1970: Wenn du bei mir bist
- 1971: Die tollkühnen Penner
- 1973: Das fliegende Klassenzimmer
- 1975: Barry Lyndon
- 1975: Potato Fritz
- 1990: Neuner

### Fernsehen
- 1967: Das ausgefüllte Leben des Alexander Dubronski
- 1969: Der Vetter Basilio (Fernsehzweiteiler)
- 1970: Meine Tochter – Unser Fräulein Doktor (Fernsehserie, 13 Folgen)
- 1971: Der Kommissar (Fernsehserie, Folge 3x07)
- 1971: Pater Brown (Fernsehserie, Folge 5x09)
- 1973: Die Kriminalerzählung (Fernsehserie, Folge 2x03)
- 1974: Motiv Liebe (Fernsehserie, Folge 1x03)
- 1974: Eine ungeliebte Frau
- 1975: Der Stechlin (Dreiteiler)
- 1977: Es muß nicht immer Kaviar sein (Fernsehserie, Folgen 1x04–1x05)
- 1978–1994: Der Alte (Fernsehserie, fünf Folgen)
- 1979: St. Pauli-Landungsbrücken (Fernsehserie, Folge 1x01)
- 1980: Tatort – Schußfahrt
- 1980–1996: Derrick (Fernsehserie, fünf Folgen)
- 1981: Der Fuchs von Övelgönne (zehn Folgen)
- 1982: Tatort – So ein Tag …
- 1984–1992: SOKO 5113 (Fernsehserie, sieben Folgen)
- 1984: Der Besuch
- 1985: Backfischliebe
- 1985: Bas-Boris Bode (Fernsehserie, sechs Folgen)
- 1986: Detektivbüro Roth (Fernsehserie, Folge 1x08)
- 1988–1994: Liebling Kreuzberg (Fernsehserie, 18 Folgen)
- 1988: Der Fahnder (Fernsehserie, Folge 2x08)
- 1989: Tatort – Schmutzarbeit
- 1989: Ein Heim für Tiere (Fernsehserie, Folge 4x09)
- 1989: Tatort – Kopflos
- 1990: Die Frosch-Intrige
- 1992: Happy Holiday (Fernsehserie, Folge 2x03)
- 1993: Glückliche Reise – Kanada (Fernsehreihe)
- 1993–1995: Nicht von schlechten Eltern (Fernsehserie, elf Folgen)
- 1994: Geschichten aus der Heimat (Fernsehserie), Episode: Szenen einer Ehe
- 1995: Hotel Mama (Fernsehfilm)
- 1993–1998: Der Bergdoktor (Fernsehserie, neun Folgen)
- 1996: Mensch, Pia! (Fernsehserie, sieben Folgen)
- 1996: Guten Morgen, Mallorca (Fernsehserie, Folge 1x01)
- 1996–2002: Der Bulle von Tölz (Fernsehserie, 14 Folgen)
- 1996: Rosamunde Pilcher – Schneesturm im Frühling
- 1997: Tatort – Brüder
- 1997: Hotel Mama – Die Rückkehr der Kinder
- 1999: Hotel Mama – Mama auf der Flucht
- 2001: Für alle Fälle Stefanie (Fernsehserie, Folge 7x02)
- 2000–2005: Samt und Seide (Fernsehserie, 100 Folgen)
- 2001: Das Schneeparadies
- 2002: Die Kristallprinzessin
- 2002–2006: Forsthaus Falkenau (Fernsehserie, 52 Folgen)
- 2002: Rosamunde Pilcher – Kinder des Glücks
- 2003: Die Rosenheim-Cops (Fernsehserie, Folge 2x03)
- 2003: Mein Mann, mein Leben und du
- 2004: In aller Freundschaft (Fernsehserie, Folge 6x23)
- 2004: Inga Lindström – Wind über den Schären
- 2005: Hallo Robbie! (Fernsehserie, Folge 5x03)
- 2005–2007: girl friends – Freundschaft mit Herz (Fernsehserie, vier Folgen)
- 2006: Unter weißen Segeln (Fernsehserie, Folge 1x05)
- 2006: König der Herzen
- 2006: Familie Dr. Kleist (Fernsehserie, Folge 2x02)
- 2007: Rosamunde Pilcher – Sieg der Liebe
- 2007: Schöne Aussicht
- 2007: Rosamunde Pilcher – Flügel der Hoffnung
- 2008: Inga Lindström – Hannas Fest
- 2009: Eine Liebe in der Stadt des Löwen
- 2011: Alle Zeit der Welt
- 2011: Rote Rosen (Fernsehserie, elf Folgen)
- 2012: Rosamunde Pilcher – Ungezügelt ins Glück
- 2014: Die Bergretter (Fernsehserie, Folge 6x03)
- 2017: Rosamunde Pilcher – Nie wieder Klassentreffen
- seit 2017: WaPo Bodensee (Fernsehserie, 17 Folgen)
- 2018: In aller Freundschaft (Fernsehserie, Folge 21x09)
- 2019: Bettys Diagnose (Fernsehserie, Folge: 6x07)
- 2019: Kreuzfahrt ins Glück – Hochzeitsreise in die Normandie (Fernsehreihe)
- 2021–2024: Aktenzeichen XY … ungelöst (mehrere Sendungen)
- 2021: Sturm der Liebe (Fernsehserie, 6 Folgen)

## Theater (Auswahl)
- 1981: Der keusche Lebemann, Millowitsch-Theater
- 2000: Ein Monat auf dem Lande, Die Scene Tourtheater
- 2002: Die Glasmanagerie, Tourneetheater Medicus
- 2004: Die Muschelsucher, Altes Schauspielhaus Stuttgart
- 2005: Der Vater, Komödie Düsseldorf
- 2006: Die Möwe, Freilichtspiele Wunsiedel
- 2007/2008: Acht Frauen, Komödie im Bayerischen Hof
- 2008/2009: Liebeslügen, a.gon Tournee Theater
- 2011: Eine Familie, Theater Trier
- 2012/2014: Ohne Gesicht, A.gon Theaterproduktion
- 2014: Sommer 14 – Ein Totentanz, Berliner Ensemble